# Chrysolina americana
Chrysolina americana je druh brouka patřící do čeledi mandelinkovití.

## Popis
Chrysolina americana může dosáhnout délky 5–8 milimetrů. Má barevné krovky s kovově zelenými a fialovými podélnými pruhy. Křídla jsou poměrně krátká, takže může létat jen na krátké vzdálenosti, ale častěji chodí.
Tento druh se živí různými aromatickými hluchavkovými rostlinami, především rozmarýnem, levandulí a tymiánem.

## Rozmnožování
Ve středomořské oblasti kladou samičky vajíčka koncem léta na listy hostitelských rostlin. Larvy mají bělavé až načernalé pásy. Vývoj larev pokračuje i v zimních měsících. Fáze kukly trvá asi 3 týdny. Imago (dospělec) se objevuje na jaře.
V některých oblastech (Izrael, Kypr, Belgie, Rakousko, Nizozemí, Lotyšsko, Německo, Velká Británie) je považován i za škůdce a invazivní druh. Ve Spojeném království se poprvé objevil v roce 1994. Do roku 2002 se rozšířil v oblasti Londýna a rychle expandoval. Přestože je citlivý vůči některým pesticidům, obvykle se doporučuje, aby domácí pěstitelé brouky sbírali ručně nebo je setřásli na list papíru, pokud je jimi zasažená rostlina určená pro kulinářské účely. Jinak nepředstavují pro hostitelské rostliny obvykle zásadní problém, i když dlouhodobé masivní napadení může být zničující.

## Výskyt
Navzdory druhovému názvu americana je tento brouk původní a běžný v jižní Evropě, severní Africe a na Blízkém a Středním východě.